# Yusuf Karamanli
Il Pascià Yūsuf Karamanli (Tripoli, 1770 – 1838) è stato un politico e corsaro ottomano.
Ricoprì la carica di Pascià della città di Tripoli durante la prima guerra barbaresca, ed è considerato il primo capo di Stato ad aver dichiarato guerra agli Stati Uniti, con cui stipulò successivamente una pace il 10 giugno 1805 per porre termine al conflitto.

## Biografia
Appartenente alla dinastia dei Karamanli che governò la regione della Tripolitania dal 1711 al 1835, Yūsuf era il minore di tre fratelli e quindi escluso per tradizione dalle cariche più importanti.

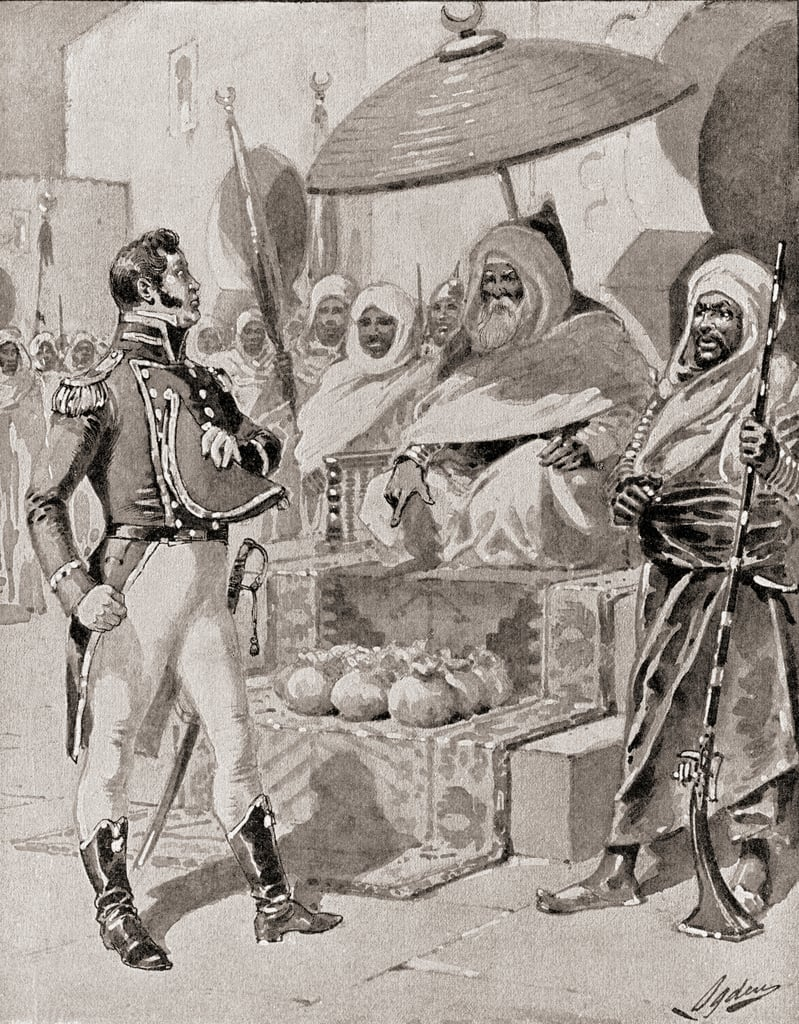
Il cap. statunitense William Bainbridge versa il tributo al Dey di Tripoli

Tuttavia la sua ambizione e intraprendenza lo spinsero a non rassegnarsi a rinunciare al potere e nel 1780 ordì una congiura per assassinare il fratello maggiore Hassān, che aveva ereditato dal padre la carica di Pascià. Ciò non gli fu però sufficiente e la carica fu ereditata dal secondogenito Hāmet, che fu però deposto nel 1793 dall'ufficiale ottomano ʿAli Benghūl, che ripristinò temporaneamente il dominio turco su Tripoli.
Con l'aiuto del bey di Tunisi, Yūsuf si adoperò per riconquistare il trono, che ottenne infatti nel 1796 diventando Pascià.
Giunto al potere, sull'esempio degli Hafsidi, iniziò a praticare la guerra di corsa contro il naviglio mercantile statunitense che incrociava lungo le coste della Tripolitania, costringendo gli Stati Uniti d'America a pagare un tributo annuale di circa 1 milione di dollari per evitare ulteriori aggressioni.
Tuttavia nel 1800, con l'ascesa alla Presidenza degli Stati Uniti di Thomas Jefferson, le cose cambiarono, in quanto il nuovo presidente, dopo un'ulteriore esosa richiesta di pagamento di circa 225.000 dollari da parte del Pascià di Tripoli, si rifiutò di versare altri tributi, avviando anzi nel 1802 un'aperta guerra contro le Reggenze barbaresche nordafricane.
La guerra marittima, che - malgrado alcune gravi perdite - portò alla vittoria dei legni statunitensi, provocò un declino economico della Reggenza tripolina, che il Pascià sconfitto cercò di ovviare con l'incremento dello schiavismo.
Il declino economico fece insorgere contro di lui i tre figli, costringendo Yūsuf Karamanli ad abdicare nel 1832 a favore del figlio ʿAli II, senza che questo potesse evitare la guerra civile. Del quadro istituzionale ed economico degradato approfittò il Sultano ottomano Mahmud II che inviò truppe per ristabilire l'ordine, in nome della sovranità (rimasta puramente teorica) sul Paese. Le conseguenze furono l'esilio comminato ad ʿAli II e la fine della dinastia dei Karamanli.